# Inspektorat Graniczny Straży Celnej „Zaleszczyki”
Inspektorat Straży Celnej „Zaleszczyki” – jednostka organizacyjna Straży Celnej pełniąca służbę ochronną na granicy polsko-rumuńskiej w latach 1921–1927.

## Formowanie i zmiany organizacyjne
Na wniosek Ministerstwa Skarbu, uchwałą z 10 marca 1920 roku, powołano do życia Straż Celną. Od połowy 1921 roku jednostki Straży Celnej rozpoczęły przejmowanie odcinków granicy od pododdziałów Batalionów Celnych. W 1922 roku w Zaleszczykach stacjonował sztab 22 batalionu celnego. Przejęcie ochrony granicy od batalionów Celnych na terenie Inspektoratu SC „Zaleszczyki” nastąpiło 14 października 1922 o 12:00. Proces tworzenia Straży Celnej trwał do końca 1922 roku. Inspektorat Straży Celnej „Zaleszczyki”, wraz ze swoimi komisariatami i placówkami granicznymi, znalazł się w podporządkowaniu Dyrekcji Ceł „Lwów”. W 1926 roku w skład inspektoratu wchodziły 4 komisariaty i 17 placówek Straży Celnej
Rozporządzeniem ministra skarbu z 30 czerwca 1927 roku rozpoczęto reorganizację Straży Celnej.
Z dniem 1 listopada 1927 roku Inspektorat Straży Celnej „Zaleszczyki” został rozwiązany, a jego rejon odpowiedzialności został przekazany batalionowi KOP „Borszczów” .

## Służba graniczna
Sąsiednie inspektoraty
- Inspektorat Straży Celnej „Śniatyn” ⇔ KOP

## Funkcjonariusze inspektoratu
Obsada personalna w 1927:
- kierownik inspektoratu – starszy komisarz Stanisław Raychell
- funkcjonariusze młodsi:

przodownik Henryk Sobociński (1539)
starszy strażnik Stanisław Maciejewicz (1472)

## Struktura organizacyjna
Organizacja inspektoratu w 1926 roku:
- komenda – Zaleszczyki
- komisariat Straży Celnej „Dzwiniaczka”
- komisariat Straży Celnej „Mielnica”
- komisariat Straży Celnej „Sinków”
- komisariat Straży Celnej „Zaleszczyki”